# Почт-ваген
«Почт-ваген» — пакетбот Балтийского флота Российской империи.

## История службы
Пакетбот «Почт-ваген» был заложен по указанию Петра I на Олонецкой верфи в 1725 году и после спуска на воду в 1726 году вошёл в состав Балтийского флота России. Строительство вёл корабельный мастер В. Фогель.
Ежегодно с 1728 по 1733 год совершал по два—три плавания из Кронштадта в Данциг, Любек и Мемель и обратно. В 1729 году — из Кронштадта в Данциг, летом 1730 года — трижды из Кронштадта в Данциг и обратно, во время одного из плаваний на обратном пути из Данцига 24 июня (5 июля) проходил мимо Рогервика, а в 1732 году — из Кронштадта в Любек.
В 1734 году принимал участие в действиях кораблей Балтийского флота у Данцига. 15 (26) мая покинул Кронштадт в составе эскадры адмирала Томаса Гордона и к 26 мая (6 июня) вместе с эскадрой пришёл к Пилау. Эскадра находилась в Пилау до 16 (27) июня, после чего ушла в Ревель, куда прибыла 29 июня (10 июля). С 12 (23) июля по 28 августа (8 сентября) выходил в крейсерское плавание в Финский залив между Ревелем и Рогервиком, к западу от Наргена, с целью получения сведений о французском флоте от проходящих купеческих судов. С апреля по май совершил переход из Ревеля в Кронштадт.
Пакетбот был разобран в Кронштадте после октября 1735 года.

## Командиры судна
Командирами пакетбота «Почт-ваген» в разное время служили:
- А. И. Полянский (1728 год);
- К. Павлов (до 4 (15) мая 1729 года);
- унтер-лейтенант А. Ниротморцев (с 4 (15) мая 1729 года)[3];
- унтер-лейтенант А. М. Давыдов (1730 год)[10][11];
- унтер-лейтенант Г. Кривской (1732 год)[12];
- Ф. П. Квашнин-Самарин (1733 год);
- лейтенант майорского ранга Д. Еропкин (1734—1735 годы)[13].

### Комментарии
1. ↑  Это событие было зафиксировано в шканечных журналах линейного корабля Принц Евгений и фрегата Крейсер, находившихся в это время в практическом плавании у Рогервика[6].